# 16078 Carolhersh
16078 Carolhersh è un asteroide della fascia principale. Scoperto nel 1999, presenta un'orbita caratterizzata da un semiasse maggiore pari a 2,5398479 UA e da un'eccentricità di 0,0248100, inclinata di 0,59702° rispetto all'eclittica.